# Buc (Territoire de Belfort)
Buc település Franciaországban, Territoire de Belfort megyében. Lakosainak száma 243 fő (2022. január 1.). Buc Châlonvillars, Échenans-sous-Mont-Vaudois, Mandrevillars, Essert és Urcerey községekkel határos.

## Népesség
A település népességének változása:
| Lakosok száma | 307  | 294  | 296  | 283  | 279  | 275  | 264  | 254  | 243  |
|               | 2013 | 2015 | 2016 | 2017 | 2018 | 2019 | 2020 | 2021 | 2022 |